# Leucodrilus digitocystis
Leucodrilus digitocystis är en ringmaskart som beskrevs av Lee 1952. Leucodrilus digitocystis ingår i släktet Leucodrilus och familjen Acanthodrilidae. Inga underarter finns listade i Catalogue of Life.